# Ducale (moneta)
Il Ducale (anche Ducalis, ducatum o ducato apuliense) è uno scifato d'argento coniato nel 1140 a Brindisi e messo ufficialmente in circolazione da re Ruggero II di Sicilia a margine delle Assise di Ariano. La moneta fu emessa a ricordo dell'investitura del ducato di Puglia concessa al primogenito, Ruggero, da papa Innocenzo II alla fine della guerra tra Ruggero ed il Papato. Al dritto Ruggero ed il figlio in piedi tengono una croce. Fu battuta anche dal successore di Ruggero, Guglielmo I detto il malo. Innocenzo aveva investito gli Altavilla, oltre al ducato di Puglia anche del titolo di principi di Capua.
I primi ducali vennero coniati a Brindisi, con un peso di ca. 2,50 grammi ed un titolo di 500-550 millesimi.
Il ducale di Ruggero era valutato, dai documenti dell'epoca, 4 "denari afforziati" o 1/8 di "Solido romanato".
Guglielmo li coniò di peso minore e titolo più basso.
Il ducale di Ruggero conteneva l'iscrizione AN.R.X ovvero anno regni decimo (decimo anno di regno), con riferimento al regno di Ruggero, e recavano l'immagine di Ruggero e del figlio che aveva lo stesso nome e al rovescio, Cristo.
La scelta era politica: in precedenza, le monete in circolazione recavano sul verso un'immagine di San Pietro, e in effetti i Duchi di Apulia erano formalmente feudatari del Papa, successore di Pietro. Le nuove monete volevano suggerire invece che Ruggero (e i suoi eredi) ricevevano la propria investitura per virtù divina, senza l'intervento di intermediari.
Ruggero, in qualità di conte,  coniò a Palermo nello stesso periodo una Tercia ducalis, con iscrizione in caratteri latini e cufici. Pesava tra 0,5 e 1,3 grammi ad un titolo di circa 500/... Portava in latino la scritta TERCIA DUCALIS e la data dell'Egira 533 (1140 d.C.). Il nome della zecca era in cufico.
Secondo Falcone Beneventano, ... (Ruggiero) monetam suam introduxit unam vero cui DVCATVS nomen imposuit.